# Escull Scarborough
L'Escull Scarborough també anomenat Banc de sorra Scarborough o Bajo de Masinloc (en xinès: 黃岩島; en tagalo: Kulumpol ng Panatag) és un banc de sorra situat entre l'illa de Luzón i el Banc Macclesfield en el Mar de la Xina Meridional.

## Història
L'Escull s'anomena en anglès Scarborough pel nom d'un vaixell de la Companyia Britànica de les Índies Orientals que va naufragar en una de les seves roques, el 12 de setembre de 1784.
El govern de les Filipines també afirma que ja en l'època de la colonització espanyola de les Filipines, els pescadors filipins usaven l'àrea com una zona de pesca tradicional i refugi durant el mal temps.
Diversos mapes oficials filipins publicats per Espanya i Estats Units als segles XVIII i XX mostren l'escull com un territori filipí. El mapa del segle xviii "Carta hydrographica i chorographica de les Islas Filipinas" (1734) mostra l'escull amb el nom de Bajo Panacot. En el mateix mapa es pot veure com la forma del terreny és molt consistent amb la forma actual dibuixada en els mapes disponibles avui dia. Un altre mapa dibuixat per l'expedició de Malaspina el 1792 i publicat a Madrid el 1808, també mostra el Bajo de Masinloc formant part del territori filipí.

## Disputa

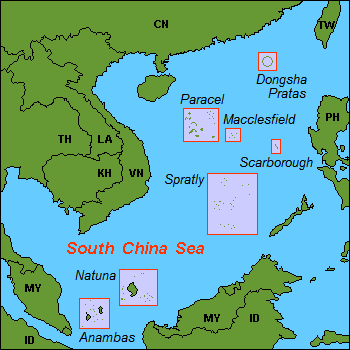
Mar Meridional de la Xina

És un territori en disputa reclamat per la República Popular de la Xina, la República de la Xina (Taiwan) i les Filipines, sovint en combinació amb altres disputes territorials en el Mar Meridional de la Xina, tals com les disputes relatives a les Illes Spratly i a les illes Paracel. Des del 2012 després d'un enfrontament a l'escull, l'accés al territori ha estat restringit per la República Popular de la Xina.